# 青い影 (アルバム)
『青い影』（あおいかげ、原題：A Whiter Shade of Pale）は、イギリスのプログレッシブ・ロック・バンド、プロコル・ハルムが1967年に発表した初のスタジオ・アルバム。初回盤LPはセルフタイトルの『Procol Harum』だったが、後の再発LPやCDでは、デビュー曲「青い影」の原題である『A Whiter Shade of Pale』に改題された。

## 背景
デビュー曲「青い影」のレコーディングでは、プロデューサーのデニー・コーデルの判断により、当時の正式ドラマーのボビー・ハリソンに代わってビル・エイデンが起用された。そして、この曲が全米でヒットしていた1967年7月、ハリソンとレイ・ロイヤーがバンドを脱退し、その後、プロコル・ハルムの前身バンドであるパラマウンツに在籍していたロビン・トロワーとB.J.ウィルソンが新メンバーとして迎えられた。
収録曲「サラダ・デイズ」は、マシュー・フィッシャーがテーマ曲を作った1968年公開のイギリス映画『Separation』のサウンドトラックにおいてエディット・ヴァージョンが使用されており、フィッシャーは後年のインタビューで「最低の編集だった」と語っている。

## 反響・評価
アメリカのBillboard 200では47位に達した。母国イギリスでは、オリジナル・リリース時には全英アルバムチャート入りを果たせなかったが、1972年には、本作と『ソルティ・ドッグ』を抱き合わせた2枚組LPが全英26位を記録した。
Bruce Ederはオールミュージックにおいて5点満点中4点を付け「幻想的な歌詞、マシュー・フィッシャーの派手ではないが大胆なオルガン、ロビン・トロワーの極めて味わい深く抑え目のギターに満たされた、サイケデリック・ロックとブルースとクラシック音楽からの影響の魅力的な融合」と評している。2007年7月12日付の『ローリング・ストーン』誌では、ロバート・クリストガウとデヴィッド・フリックが選出した「1967年の必聴盤40」の一つとして挙げられた。

## 収録曲
特記なき楽曲は作詞：キース・リード／作曲：ゲイリー・ブルッカー。"Repent Walpurgis"はインストゥルメンタル。

### アメリカ盤LP
Side 1
1. "A Whiter Shade of Pale" (Lyrics: Keith Reid / Music: Gary Brooker, Matthew Fisher)
2. "She Wandered Through the Garden Fence"
3. "Something Following Me"
4. "Mabel"
5. "Cerdes (Outside the Gates of)"

Side 2
1. "A Christmas Camel"
2. "Conquistador"
3. "Kaleidoscope"
4. "Salad Days (Are Here Again)"
5. "Repent Walpurgis" (Music: M. Fisher)

### イギリス盤LP
Side 1
1. "Conquistador"
2. "She Wandered Through the Garden Fence"
3. "Something Following Me"
4. "Mabel"
5. "Cerdes (Outside the Gates of)"

Side 2
1. "A Christmas Camel"
2. "Kaleidoscope"
3. "Salad Days (Are Here Again)"
4. "Good Captain Clack"
5. "Repent Walpurgis" (Music: M. Fisher)

### ドイツ盤LP
日本初回盤LP『プロコール・ハルム・ファースト』(SMP-1396)も同様の内容となっている。
Side 1
1. "Homburg" – 3:57
2. "She Wandered Through the Garden Fence" – 3:23
3. "Something Following Me" – 3:36
4. "Mabel" – 1:52
5. "Cerdes (Outside the Gates of)" – 5:02

Side 2
1. "A Christmas Camel" – 4:48
2. "Kaleidoscope" – 2:53
3. "Salad Days (Are Here Again)" – 3:37
4. "Conquistador" – 2:36
5. "Repent Walpurgis" (Music: M. Fisher) – 5:03

### 2001年リマスターCD
アルバム本編の曲順は、1973年再発LP (A&M Records, SP-4373)に基づいている。
1. 青い影 "A Whiter Shade of Pale" (Lyrics: K. Reid / Music: G. Brooker, M. Fisher) – 4:07
2. 征服者 "Conquistador" – 2:40
3. シー・ワンダード "She Wandered Through the Garden Fence" – 3:26
4. フォローイング・ミー "Something Following Me" – 3:40
5. メイベル "Mabel" – 1:55
6. セルデス "Cerdes (Outside The Gates of)" – 5:03
7. クリスマス・キャメル "A Christmas Camel" – 4:51
8. 万華鏡 "Kaleidoscope" – 2:55
9. サラダ・デイズ "Salad Days (Are Here Again)" – 3:40
10. グッド・キャプテン・クラック "Good Captain Clack" – 1:33
11. ヴァルプルギスの後悔 "Repent Walpurgis" (Music: M. Fisher) – 5:03

#### ボーナス・トラック
1. ライム・ストリート・ブルース "Lime Street Blues" – 3:01
  - シングル「青い影」のB面曲。
2. ホンバーグ "Homburg" – 3:56
  - 1967年のシングルA面曲。
3. ムッシュ・アーマンド "Monsieur Armand" – 2:25
  - 1967年録音のアウトテイク。
4. ブルース・オール・ザ・タイム "Seem to Have the Blues All the Time" – 2:46
  - 1967年録音のアウトテイク。

## 参加ミュージシャン
- ゲイリー・ブルッカー - ボーカル、ピアノ
- マシュー・フィッシャー - ハモンドオルガン
- ロビン・トロワー - ギター
- レイ・ロイヤー - ギター(on "A Whiter Shade of Pale")
- デイヴィッド・ナイツ - ベース
- B.J.ウィルソン - ドラムス
- ビル・エイデン - ドラムス(on "A Whiter Shade of Pale")
- キース・リード - 作詞